# Valkay Pál
Valkay Pál névvariáns Valkai Pál (Budapest, 1933. december 3. – 2021. november 29.) Aase-díjas magyar színész.

## Életpályája
Bölcsész diplomáját 1961-ben szerezte az Eötvös Loránd Tudományegyetemen. Színészi pályáját az Egyetemi Színpadon kezdte 1963-ban. 1964-től a Békés Megyei Jókai Színház szerződtette. 1971-től az Állami Déryné Színház művésze volt. A színház, melynek továbbra is tagja volt 1977-től Népszínház, majd Józsefvárosi Színház, 1990-től Budapesti Kamaraszínház néven működött. 2004-től a Soproni Petőfi Színházban játszott. Vendégként szerepelt szolnoki Szigligeti Színházban, az Evangélium Színházban, a Ruttkai Éva Színházban és a Thália Színházban is. 2006-ban Aase-díjat kapott.

## Fontosabb színházi szerepei
- Vörösmarty Mihály: Csongor és Tünde... Duzzog
- Eisemann Mihály: Én és a kisöcsém... Dr. Vass
- Valentyin Petrovics Katajev: A kör négyszögesítése... Jemeljan
- Marc Camoletti: Boldog születésnapot!.. Maurice
- Carlo Goldoni: Bugrisok... Maurizio
- Köves József: Nyakigláb, Csupaháj, Málészáj... kocsmáros
- Gyárfás Endre: Márkus mester visszatér... Sün apó
- Heltai Jenő: Naftalin... házmester
- Fésűs Éva  – Gebora György: A csodálatos nyúlcipő... Kopogi doktor
- Christian Charpentier: Varázshegedű... Martin apó, a cipész
- Thornton Wilder: A mi kis városunk.. Howie Newsome
- Márai Sándor: A kassai polgárok... Dyles
- Sík Sándor: István Király... Szalók úr
- Illyés Gyula: A különc... Vay Miklós
- Barta Lajos: Szerelem... Komoróczy
- Jevgenyij Lvovics Svarc: Hétköznapi csoda.. Király
- Martin McDonagh: Kripli... Doktor
- Friedrich Dürrenmatt: Az öreg hölgy látogatása... Pap
- Éric-Emmanuel Schmitt: Frederick... Pillement gróf
- George Bernard Shaw: Szent Johanna... Jean d'Estivet (ügyész)
- Móra Ferenc – Nagy Miklós – Ligeti Éva: Kincskereső kisködmön... szereplő
- Trevor Griffiths: Komédiások... Pedellus
- Thuróczy Katalin: Finálé... Misike
- Jean Giraudoux: Trójában nem lesz háború... Priamos
- Brandon Thomas: Charley nénje... Brasett (inas)
- Vajda Anikó – Szekeres Géza – Bradányi Iván: Szerelmesnek áll...a világ!... Di Fineo úr, Apáca
- Zerkovitz Béla – Szilágyi László: Csókos asszony... Inas
- Szép Ernő: Kávécsarnok... Vak
- Siposhegyi Péter: Választás komédiája, avagy napjaink görbetükre... Feri
- Siposhegyi Péter: A komédia folytatódik... szereplő
- Kálmán Imre: Montmartrei Ibolya... Páholyos
- Jean Anouilh: Becket avagy Isten becsülete... A yorki püspök
- Jean Anouilh: A csábítás művészete... Galapin
- Marcel Proust: Az eltűnt idő nyomában... de Guermantes herceg II.
- William Shakespeare: Hamlet... I. sírásó
- Anton Pavlovics Csehov: Három nővér... Fedotyik
- Honoré de Balzac – Mészöly Dezső – Kaló Flórián – Wolf Péter: Pajzán históriák... Aranyműves; Király; Özvegy; Apát
- Sopsits Árpád: Fekete angyal... Halál I. (Kihallgató tiszt)
- Hunyady Sándor: Fekete szárú cseresznye... Ezredes
- Boris Vian: Mindenkit megnyúzunk... Vincent (az ellenállásból)
- Dallos Szilvia: Utószinkron... 1. orosz színész
- Victor Hugo: A királyasszony lovagja... Del Basto márki

## Díjak,elismerések
- Szocialista Munkáért Érdemrend (1968, 1970)
- Aase-díj (2006)

## Filmek, tv
- Mese a tűzpiros virágról (színházi előadás tv-felvétele)
- Thuróczy Katalin: Finálé (színházi előadás tv-felvétele)
- Bírós emberek (1997)
- Hotel Szekszárdi (sorozat)

Állatságok című rész (2002)
- Charley nénje (színházi előadás tv-felvétele) (2003)
- Pilinszky János – Gyerekek és katonák (2007)